# 揚·莫拉維克
揚·莫拉維克（1989年11月1日—）是一位捷克足球運動員，場上司职攻擊型中場，現在效力於德甲球隊奧格斯堡，也代表捷克国家队參加国际比赛。

## 国际賽生涯
莫拉維克为捷克U18国家队踢了6场比赛，打进2球。他是捷克U21国家队的成员，他共踢了9场比赛。
2010年3月3日，莫拉韦克在一场友谊赛中下半场替补亞羅斯拉夫·普拉希爾出场，在0-1输给苏格兰的比赛中首次代表捷克出场。